# Scaled and Icy
| Совокупная оценка    | Совокупная оценка |
| Источник             | Оценка            |
| -------------------- | ----------------- |
| AnyDecentMusic?      | 6.0/10            |
| Metacritic           | 70/100            |
| Оценки критиков      |                   |
| Источник             | Оценка            |
| AllMusic             | [ 3 ]             |
| The Arts Desk        | [ 4 ]             |
| Clash                | 7/10              |
| Evening Standard     | [ 6 ]             |
| Financial Times      | [ 7 ]             |
| Gigwise              | [ 8 ]             |
| The Guardian         | [ 9 ]             |
| Kerrang!             | 3/5               |
| The Line of Best Fit | 7/10              |
| NME                  | [ 12 ]            |

Scaled and Icy — шестой студийный альбом американского дуэта Twenty One Pilots, релиз которого состоялся 21 мая 2021. Это четвёртый альбом группы, выпущенный на лейбле Fueled by Ramen и Elektra.

## Предыстория и запись
4 марта 2019 года, спустя пять месяцев после выпуска пятого студийного альбома Trench, группа подтвердила, что работает над своим следующим альбомом. По поводу возможной темы фронтмен группы Тайлер Джозеф сказал: «Есть образ, о котором еще не говорилось ни в одном альбоме, но он играет огромную роль в повествовании… И это, вероятно, то, к чему мы идем дальше». 9 апреля 2020 года дуэт выпустил песню «Level of Concern», ставшую первой песней дуэта с момента выхода Trench. Песня побуждает слушателя сохранять надежду в трудные времена, особенно в связи с пандемией COVID-19. В интервью с Зейном Лоу в мае 2020 года Джозеф выразил неуверенность в том, продолжит ли их следующий альбом повествование Trench или будет «промежуточной записью»: «Мне довольно сложно соединить историю Trench и то, над чем мы работаем, не будучи там, без гастролей, без этих живых выступлений, без взаимодействия с нашими фанатами».
Scaled and Icy был написан и в основном спродюсирован Джозефом в его домашней студии за год во время пандемии COVID-19, в то время как барабанщик Джош Дан создавал барабанные партии дистанционно. В ноябре 2020 года Дан объявил, что они все еще работают над альбомом «дистанционно», причем оба музыканта находятся в разных местах. «У нас обоих есть собственные студии, это классно. Он придумывает много вещей в своей студии и отправляет их мне, а затем я придумываю кое-что в своей и отправляю ему обратно», — сказал Дан.
Scaled and Icy — это первый альбом с участием младшего брата Джозефа, Джея Джозефа, который вместе с его пятью близкими друзьями составляют групповой вокал песен «Never Take It», «Bounce Man» и «No Chances».

## Название и обложка
Название альбома представляет собой искаженную фразу «scaled back and isolated» (рус. «уменьшенный и изолированный»), которую Тайлер Джозеф связывает с пандемией COVID-19 и ее влиянием на написание музыки. В интервью Sirius XM он заявил, что хочет «опираться на то, что вещи уменьшены, а мы изолированы». Несмотря на это, целью Джозефа было создать альбом, который контрастирует с этой самой идеей и передает ее противоположность. Название альбома является анаграммой на фразу «Clancy is dead» (рус. «Клэнси мертв»), которую можно считать отсылкой к главному герою их предыдущего альбома Trench. Аббревиатура названия появились на обложке их сингла 2020 года «Christmas Saves the Year», где еле заметно написано «SAI is propaganda» (рус. «SAI — это пропаганда»). Также sai в переводе означает сай, японское оружие в форме трезубца, которое можно увидеть на обложке альбома..
Обложку альбома разрабатывал Брэндон Рик, который также создал обложки для Trench и Blurryface. На розовом фоне изображен чешуйчатый бирюзовый дракон, дышащий желтым огнем, а также символ пси в правом верхнем углу. Дракона зовут Trash, и он олицетворяет «вдохновение, страх и магию». Джозеф объяснил, что хотел связать песни с чем-то столь же могущественным. Первоначально дракон был нарисован британским иллюстратором Уолтером Крейном в детской книге 1860-х годов (иллюстрация является общественным достоянием, что позволяет группе ее использовать). На использование этого образа также повлияло то, что Джозеф хранит в своей домашней студии маленькую фигурку дракона. Джозеф рассказал BBC Radio 1, что она символизирует идею о том, что если он сосредоточится на одной детали маленькой комнаты, то тогда она сможет воплотиться в жизнь. Эта фигурка появляется в клипе на песню «Choker».

## Отзывы
Альбом получил положительные отзывы от музыкальных критиков и интернет-изданий. Он получил 70 из 100 баллов на интернет-агрегаторе Metacritic.
Али Шатлер из NME похвалил альбом за «сокрушительное заявление амбиций», отметив его более оптимистичный и приподнятый тон по сравнению с более ранними работами группы, при этом оставаясь «очень во вселенной Twenty One Pilots». Рэйчел Ароэсти из The Guardian также отметила «уход от этой тревожной меланхолии»; она утверждала, что в то время как фанаты будут «рассматривать этот сдвиг как с трудом завоёванную надежду», слушатели, незнакомые с группой, найдут альбом «приятно жизнерадостным, хотя и явно без USP». Джейк Ричардсон из Kerrang! считает, что, хотя «на Scaled And Icy бывают моменты, когда всё кажется немного безопасным», это «хорошая запись, которая уравновешивает случайные неприятные моменты вспышками блеска, которые могли исходить только от её создателей».
Стивен Лофтин из The Line of Best Fit высоко оценил весёлое звучание альбома и прогресс, который он представлял для группы, заключив, что «хотя это и не полный успех (хоум-ран), но для общества настало время для исследований и изменений, и дуэт вставил пастельные тона, готовые к тому, когда солнечный свет решит украсить нас своим присутствием». В статье для Stereogum Крис ДеВиль высказал мнение, что в альбоме «сохранена способность к попсово-нестандартной рок-музыке, которая сделала группу звёздами в первую очередь», за исключением «нескольких неудач», и считал, что он представляет собой эволюцию в сторону более серьёзной музыки. Тем временем журнал Clash утверждал, что «большинство — хотя и не все из этих треков заставляет вас тянуться к кнопке воспроизведения», и добавил, что «запоминающийся — определенно то слово, которым можно описать альбом». Тем не менее, Мейсон Мейерс из Gigwise назвал альбом «несфокусированной, часто легко забываемой попыткой обратиться к массам симпатичных поп-мелодий».
В нескольких обзорах критиковалась слабая связь между содержанием альбома и общей концепцией. Людовик Хантер-Тилни критиковал «противоречивые тона» записи в своей оценке для газеты Financial Times, утверждая, что «треки застряли между обслуживанием концепции и существующими сами по себе», и пришел к выводу, что «результат свидетельствует о нерешительности, а не о загадочном пласте тайны». Дэвид Смит из Evening Standard также подчеркнул контраст между «ярким и попсовым» звучанием альбома и его концептуальным продвижением, задав вопрос: «Стоит ли задерживаться в поисках секретных сообщений? Не совсем». И наоборот, Нил З. Йунг из AllMusic написал, что «независимо от того, решат они возродить продолжающуюся альбомную мифологию, Scaled and Icy останутся быстрой дозой ТОП-совершенства, скудным драгоценным камнем каталога, ярким, искрометным и вызывающим огромное привыкание».

## Концертный тур
16 июня 2021 года Twenty One Pilots объявили о проведении концертного тура «Takeover Tour». Тур начнется в Денвере, штат Колорадо. Группа проведет одну неделю в каждом городе, где они выступят как в небольших клубах, так и на крупных площадках. Тур начался 21 сентября 2021 года. 23 июля 2021 года исполнители Half Alive, Artered Youth и Джей Джозеф были объявлены первыми участниками на разогреве американского этапа тура. 19 ноября 2021 года группа объявила о втором концертном туре «The Icy Tour», который пройдёт с августа по сентябрь 2022 года в Северной Америке.

## Список композиций
Слова и музыка всех песен — Тайлер Джозеф. Все треки, кроме указанных, спродюсированы им же.
| №                   | Название                                          | Длительность |
| ------------------- | ------------------------------------------------- | ------------ |
| 1.                  | «Good Day» (Джозеф и Mike Elizondo)               | 3:24         |
| 2.                  | «Choker»                                          | 3:43         |
| 3.                  | «Shy Away»                                        | 2:55         |
| 4.                  | «The Outside»                                     | 3:36         |
| 5.                  | «Saturday» (Джозеф, Грег Кёрстин и Paul Meany[a]) | 2:52         |
| 6.                  | «Never Take It»                                   | 3:32         |
| 7.                  | «Mulberry Street» (Джозеф и Mike Elizondo)        | 3:44         |
| 8.                  | «Formidable»                                      | 2:56         |
| 9.                  | «Bounce Man»                                      | 3:05         |
| 10.                 | «No Chances»                                      | 3:46         |
| 11.                 | «Redecorate» (Джозеф и Paul Meany)                | 4:05         |
| Общая длительность: | Общая длительность:                               | 37:42        |

Замечания
- ↑  дополнительный продюсер

## Позиции в чартах
| \| Чарт (2021) \| Высшая позиция \| \| ------------------------------------------ \| -------------- \| \| Австралия (ARIA)[42] \| 3 \| \| Австрия (Ö3 Austria)[43] \| 4 \| \| Бельгия/Фландрия (Ultratop)[44] \| 7 \| \| Бельгия/Валлония (Ultratop)[45] \| 4 \| \| Канада (Canadian Albums Chart)[46] \| 5 \| \| Чехия (ČNS IFPI)[47] \| 2 \| \| Дания (Hitlisten)[48] \| 35 \| \| Нидерланды (Album Top 100)[49] \| 7 \| \| Финляндия (Suomen virallinen lista)[50] \| 11 \| \| Франция (SNEP)[51] \| 6 \| \| Германия (Offizielle Top 100)[52] \| 6 \| \| Венгрия (MAHASZ)[53] \| 4 \| \| Ирландия (Irish Albums Chart)[54] \| 5 \| \| Италия (FIMI)[55] \| 15 \| \| Япония (Oricon)[56] \| 136 \| \| Литва (AGATA)[57] \| 9 \| \| Новая Зеландия (RMNZ)[58] \| 3 \| \| Норвегия (VG-lista)[59] \| 23 \| \| Польша (ZPAV)[60] \| 9 \| \| Португалия (AFP)[61] \| 4 \| \| Шотландия (Scottish Albums Chart)[62] \| 4 \| \| Швеция (Sverigetopplistan)[63] \| 24 \| \| Швейцария (Schweizer Hitparade)[64] \| 4 \| \| Великобритания (UK Albums Chart)[65] \| 3 \| \| США (Billboard 200)[66] \| 3 \| \| США (Billboard Top Alternative Albums)[67] \| 1 \| \| США (Billboard Top Rock Albums)[68] \| 1 \| | Годовые чарты  |
| Чарт (2021) | Высшая позиция |
| Австралия (ARIA) | 3              |
| Австрия (Ö3 Austria) | 4              |
| Бельгия/Фландрия (Ultratop) | 7              |
| Бельгия/Валлония (Ultratop) | 4              |
| Канада (Canadian Albums Chart) | 5              |
| Чехия (ČNS IFPI) | 2              |
| Дания (Hitlisten) | 35             |
| Нидерланды (Album Top 100) | 7              |
| Финляндия (Suomen virallinen lista) | 11             |
| Франция (SNEP) | 6              |
| Германия (Offizielle Top 100) | 6              |
| Венгрия (MAHASZ) | 4              |
| Ирландия (Irish Albums Chart) | 5              |
| Италия (FIMI) | 15             |
| Япония (Oricon) | 136            |
| Литва (AGATA) | 9              |
| Новая Зеландия (RMNZ) | 3              |
| Норвегия (VG-lista) | 23             |
| Польша (ZPAV) | 9              |
| Португалия (AFP) | 4              |
| Шотландия (Scottish Albums Chart) | 4              |
| Швеция (Sverigetopplistan) | 24             |
| Швейцария (Schweizer Hitparade) | 4              |
| Великобритания (UK Albums Chart) | 3              |
| США (Billboard 200) | 3              |
| США (Billboard Top Alternative Albums) | 1              |
| США (Billboard Top Rock Albums) | 1              |

## Сертификации
| Регион                                                                      | Сертификация | Продажи |
| --------------------------------------------------------------------------- | ------------ | ------- |
| Бразилия (ABPD)                                                             | Золотой      | 20 000  |
| Канада (Music Canada)                                                       | Золотой      | 40 000  |
| Великобритания (BPI)                                                        | Серебряный   | 60 000  |
| США (RIAA)                                                                  | Золотой      | 500 000 |
| Данные о продажах + прослушиваниях приведены только на основе сертификации. |              |         |